# آبشارهای رایخنباخ
آبشار رایخنباخ (به انگلیسی: Reichenbach Falls) آبشاری است که در سوئیس واقع شده و ارتفاع کلی ریزشگاه آن ۲۵۰ متراست. این آبشار لوکیشن اصلی داستان سر آرتور کانن دویل به نام مشکل نهایی است که در آن شرلوک هولمز و پروفسور جیمز موریارتی در یک نبرد تن به تن به داخل این آبشار سقوط میکنند و سالانه پذیرای هزاران توریست است.